# Russian Pizza Blues (film)
 For alternative betydninger, se Russian Pizza Blues. (Se også artikler, som begynder med Russian Pizza Blues)
Russian Pizza Blues er en dansk-svensk-norsk film fra 1992.
- Manuskript Michael Wikke, Steen Rasmussen og Mikael Olsen.
- Instruktion Michael Wikke og Steen Rasmussen.

Blandt de medvirkende kan nævnes:
- Michael Wikke
- Steen Rasmussen
- Monica Zetterlund
- Claus Nissen
- Hugo Øster Bendtsen
- Line Kruse
- Jytte Pilloni
- Birgitte Prins
- Hans Henrik Bærentsen
- Rikke Wölck
- Bodil Jørgensen